# BBC
British Broadcasting Corporation (BBC) je rozhlasová a televizní společnost plnící funkci veřejnoprávního vysílání ve Velké Británii. Zajišťuje vysílání několika britských rozhlasových a televizních stanic i vysílání do zahraničí. Byla založena pod jménem British Broadcasting Company roku 1922, od roku 1926 nese jméno British Broadcasting Corporation.

## Vznik
BBC byla první a největší zpravodajská stanice ve Velké Británii. Vědecké kořeny vysílání sahají až na počátek 20. století, ale trvalo 20 let, než se (i díky první světové válce) technologie rozvinula natolik, aby ji bylo možné použít k masovému simultánnímu vysílání. Prvními vlastníky BBC byly továrny vyrábějící rádia, již od počátku profitovali z reklam. Později se John Reith stal vedoucím projektu, který měl zajistit veřejnou vysílací síť, bez ohledu na zisk.
Nezávislost na vládě i na obchodnících, nestrannost, ohled na menšiny a respekt k rozhlasovému vysílání jako důležité složce zpravodajství i kultury – to jsou znaky, které si postupně BBC vydobyla.

## Začátky

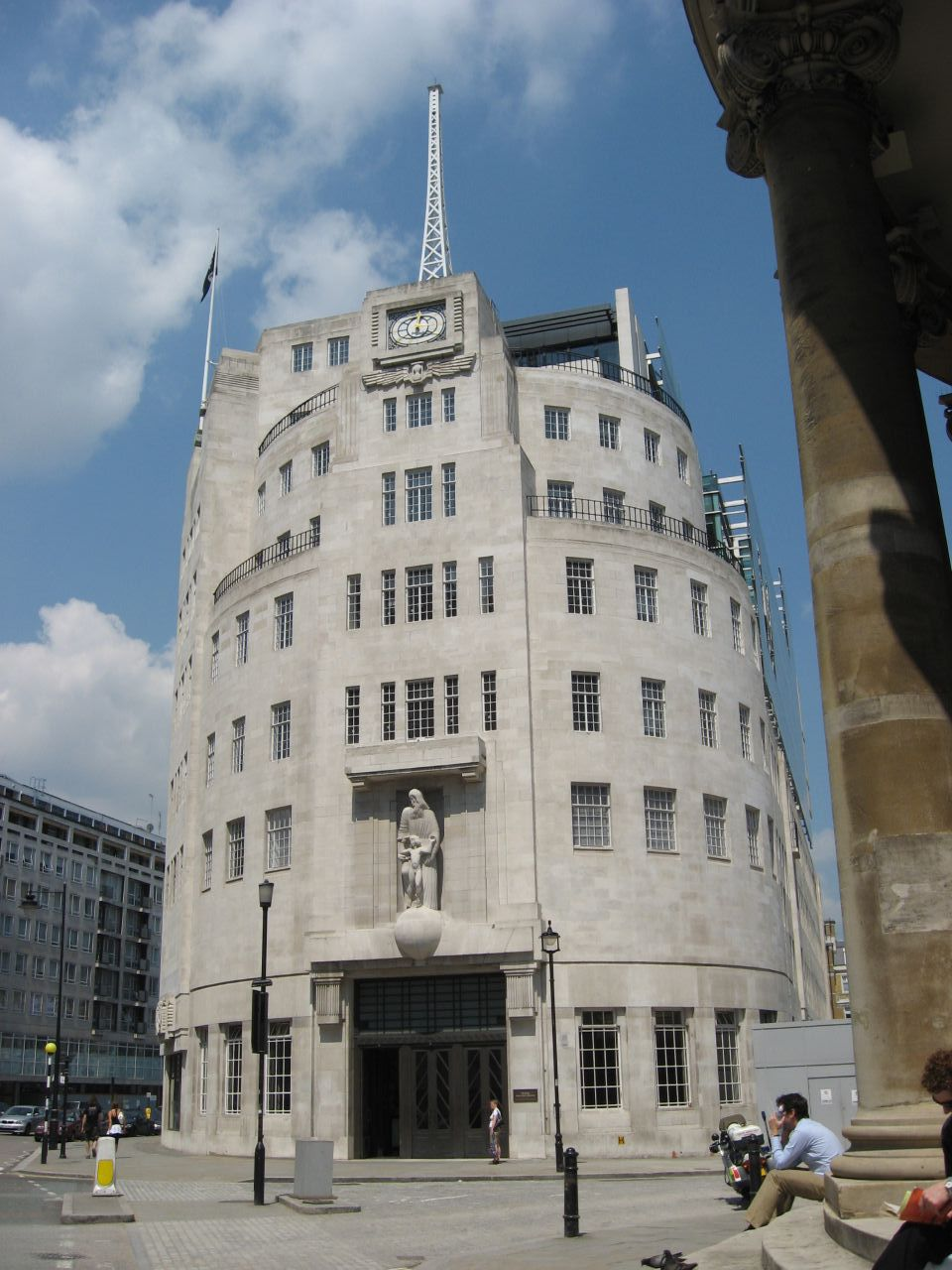
Stará vysílací budova (Broadcasting House)

V roce 1927 (po stávce v roce 1926) se BBC stala společností, s kompetencemi „vychovávat, informovat a bavit“ veřejnost. Pod Reithovou přísnou taktovkou si BBC získala respekt a věhlas. Úspěšné byly například „Promenade Concerts“ (tzv. „Proms“) nebo magazín „Radio Times“. Naučné vysílání začalo v roce 1924, regionální servis, plánovaný již v roce 1926, se naplno rozběhl 1930. Již od roku 1929 se experimentovalo s televizním vysíláním, za použití systému vynalezeného skotským inženýrem John L. Baird (i také J. Reith byl Skot). V letech 1936–39 se vysílání rozběhlo, ale používalo již nový, elektronický systém namísto původního mechanického. Největším úspěchem této epochy bylo bezpochyby tzv. „Empire Service“ (dnešní „World Service“), vysílání BBC do zahraničí.

## Druhá světová válka
Během války došlo k přerušení TV vysílání a dokonce k částečné cenzuře vysílání rozhlasového. Zároveň však došlo k významnému rozvoji programu, především k posunu k výchově, informování a užitečnosti rozhlasu pro veřejnost. Nejen pro vojáky byl určen zábavní a povzbuzující pořad Forces Programme, dále se objevily třeba pořady o pěstování zeleniny (VB trpěla nedostatkem potravin z kontinentu kvůli blokádě) nebo o zdraví. Slogan „V for Victory“ se brzy rozšířil po mnoha partyzánských hnutích po celé Evropě, pro která bylo vysílání BBC velkou oporou. BBC začala vysílat v arabštině (1938) a později i v různých evropských jazycích. Přes BBC byly také posílány kódy týkající se dne D – invaze v Normandii. Hugh Greene, ředitel German Service (později generální ředitel BBC) zase vysílal varování určená německým občanům.

## Poválečné období
Následuje rychlý růst – v roce 1946 je obnoveno televizní vysílání, což se setkává s nadšeným ohlasem (zvláště po vysílání svatby princezny Alžběty a vévody z Edinburghu v roce 1947). Od roku 1946 přibyl i třetí rozhlasový kanál (prozaicky nazván Third Programme) přinášející zejména vážnou hudbu a další kulturní pořady. V roce 1950 se týdně odvysílalo 30 televizních a 260 rozhlasových hodin. Televizním signálem byla pokryta zhruba polovina populace.
Přímý přenos korunovace Alžběty II. v roce 1953 přispěl k výraznému rozšíření mladého televizního média. Brzy nato již BBC získává konkurenta – ITV (Independent Television), v roce 1955 vstupuje na trh a zakrátko má k televizi přístup přes 90% populace. BBC začíná bojovat o posluchače a diváky – podíl posluchačů rádia klesl v roce 1957 na pouhých 28%.
Do boje s televizním médiem se pustil nový generální ředitel Sir Ian Jacob a dokončoval jej Sir Hugh Greene. Na konci padesátých let se sice propast zvětšovala, ale rádio nadále excelovalo (show „The Archers“ běží již od 1951 dodnes). BBC TV zase produkovala adaptaci Orwellova románu 1984.
Následují technické inovace (např. vysílání na VHF – very high frequency, stereofonní vysílání, barevná televize, druhý televizní kanál BBC 2) i změny kosmetické (přejmenování rádiových stanic na Radio 1 až 4).
V 70. a 80. letech dosahoval počet diváků 20 milionů a počet posluchačů 5 milionů. BBC se dostala do finančních potíží, situace byla podle slov ředitele Sira Michaela Swanna ponurá. Výsledkem byl Channel 4, komerční program se snahou o inovaci.
White Paper popsal BBC jako „pravděpodobně nejdůležitější kulturní organizaci v celém národě“. Dokládají to i Shakespeare Project nebo Yes Minister (česky známý jako Jistě, pane ministře), úspěšné pořady té doby.

## 80. a 90. léta
Nastupují nejen nové technické vymoženosti, ale také nový přístup, především také díky vlivu konzervativní vlády (Margaret Thatcherová). BBC byla světově první společností, která začala vysílat DBS (Direct-broadcasting-by-satelite) bez pomoci vlády.
Rok 1987 přinesl významné a nemilé události – v ústředí v Glasgow byla provedena policejní razie a odvolán ředitel Alasdair Milne. Nový ředitel Micheal Checkland a od roku 1993 John Birt vedli BBC skrze rychlou a nesnadnou transformaci. Radikálně se snížil počet zaměstnanců a začal se praktikovat nový výběr pořadů, jakýsi vnitřní trh.
Roku 1995 proběhl slavný rozhovor s princeznou Dianou. Ovšem Martin Bashir z BBC jej docílil manipulativně, za což se BBC později omluvila.
Managementu se povedlo zvýšit veřejnoprávní poplatky, a to umožnilo rozšířit v roce 1997 nabídku služeb i o digitální vysílání. Na jaře toho roku působily po reorganizaci následující ředitelství: BBC Broadcast, BBC News, BBC Production, BBC Resources a BBC Worldwide. Není dělán rozdíl mezi TV a rozhlasem. Kvůli digitálnímu vysílání uzavřela BBC dohodu se společností Flextech (1996). V listopadu 1997 se rozbíhá nepřetržitý zpravodajský kanál BBC News 24 a v roce 1998 jej následuje BBC Choice a v roce 1999 BBC Knowledge. Do světa internetových médií vstoupila BBC svými BBC Online a později BBC Website.

## 3. tisíciletí
V 90. letech čelil ředitel Greg Dyke výzvě, kterou představuje konkurence na poli kabelových televizí a satelitních kanálů. Několik škrtů v rozpočtu umožňuje BBC věnovat se nyní více digitálnímu vysílání a jeho rozvoji. Během příštího desetiletí by mělo být ukončeno analogové vysílání a plně nahrazeno digitálním. V letech 2001–2003 došlo k radikálním programovým změnám: byl spuštěn digitální program BBC pro Wales (BBC 2W), byl spuštěn BBC Four, přibyly dva nové dětské kanály (CBeebies a CBBC), a BBC Choice bylo nahrazeno BBC Three (kanál zaměřený na diváky mezi 25 a 34 lety).
Přibylo také pět digitálních rozhlasových stanic, povětšinou úzce specializovaných na menšinové publikum. Naopak se po takřka osmdesátiletém působení rozpadlo výukové oddělení (Education Department), které se staralo např. o vysílání do škol.
V lednu 2004 se veřejnost zajímala o smrt Davida Kellyho, vědeckého poradce ministra obrany, následkem čehož rezignovali na své funkce Andrew Gillian a další, dokonce i sám ředitel Dyke. Michael Grade se stal ředitelem BBC v květnu 2004 a to na dobu čtyř let.

## BBC World Service
BBC vysílá do celého světa v rámci rozhlasové stanice BBC World Service. Ta je na rozdíl od zbytku BBC financována z rozpočtu britského ministerstva zahraničí a vysílá přes internet, na krátkých vlnách, a ve vybraných zemích také přes FM. V mnoha zemích má i regionální studia, která pokrývají určitou část vysílání v jazyce dané země. V roce 2005 bylo rozhodnuto část těchto studií zrušit, což mimo jiné postihlo i českou redakci, která ukončila vysílání počátkem roku 2006. Z ušetřených prostředků je financován projekt televizního vysílání v arabštině.

## Kanály ve Spojeném království

### Televizní
Ve Spojeném království se dají přijímat volně kanály:
| Logo BBC One        | BBC One        | BBC One je hlavní kanál ve Spojeném království. Začal vysílat 2. listopadu 1936 jako BBC Television Servise a byl to první oficiálně vysílaný televizní kanál na světě. Od roku 2010 je kanál dostupný také v HD rozlišení. V roce 2018 byla průměrná sledovanost 21%. BBC One se zaměřuje na celkové i rodinné publikum s všeobecným programem. Vysílá zpravodajství, sport, filmy z vlastní i zahraniční produkce i dokumenty. Mezi celosvětově známé pořady vysílané na BBC One patří např. soap opera EastEnders, seriály Pán času, Sherlock, Otec Brown či pořad o automobilismu Top Gear. Zahraniční produkce se objevuje jen zřídka. Existující také regionální mutace BBC One provozované regionální studii BBC: BBC One Wales (pro Wales), BBC One Scotland (pro Skotsko) a BBC One Northern Ireland (pro Severní Irsko) |
| Logo BBC Two        | BBC Two        | BBC Two je domovem specializovaných pořadů, jako např. komedie, dramata, dokumenty, pořady pro děti a programy se speciálním zaměřením. BBC Two začala vysílat v roce 1964 jako první barevná televize v Evropě. Tvoří tedy jakýsi "doplňkový" kanál BBC One a jsou pořady jsou sem často přesouvány z BBC One a naopak. Od roku 2013 je stanice dostupná také v HD. V roce 2013 byla její sledovanost 5,4%. |
| Logo BBC Three      | BBC Three      | BBC Three je kanál pro mladé lidi ve věku 15 – 34 let. Zaměřuje se na komedie, sitcomy, reality show ad. Vysílá od roku 2003, ovšem v roce 2016 byl jako televizní kanál zrušen a nyní je dostupný pouze internetově. Vysílá různé zábavné pořady a reality show z vlastní produkce (např. Malá Velká Británie), sportovní přenosy i zahraniční pořady (např. Griffinovi), má také vlastní zpravodajský blok 60 second. V roce 2013 byla průměrná sledovanost stanice 1,4%. |
| Logo BBC Four       | BBC Four       | BBC Four je kanál zaměřený čistě na kulturu, světovou kinematografii a dokumenty. Vysílá exkluzivní program z vlastní i zahraniční produkce z vlastní např. Monty Pythonův létající cirkus a ze zahraniční např. Šílenci z Mannhattanu. Kanál vysílá od roku 2002. V únoru 2013 dosahoval průměrné sledovanosti téměř 1%. |
| Logo BBC News       | BBC News       | BBC News je 24 hodinová zpravodajská stanice vysílající pouze zpravodajství a publicistiku. Je provozována skrz provozní oddělení BBC News zaměstnávající asi 2000 novinářů. |
| Logo BBC Parliament | BBC Parliament | BBC Parliament je stanice vysílající živá jednání z Parlamentu Spojeného království, Skotského parlamentu, Velšského národního shromáždění a Severoirského národního shromáždění. Příležitostně také vysílá z Evropského parlamentu nebo Nejvyššího koncilu anglikánské církve. Vysílání bylo spuštěno v roce 1992. Jeho průměrná sledovanost je nízká (0,04%) |
| Logo CBBC           | CBBC           | CBBC je populární kanál pro děti od 6 do 12 let. Začal vysílat v roce 1985 a vysílá dětské pořady z původní i zahraniční produkce. |
| Logo CBeebies       | CBeebies       | CBeebies je kanál pro děti mladší 6 let. Vysílá od roku 2002 dětské pořady především z vlastní produkce. |
| Logo BBC Alba       | BBC Alba       | BBC Alba je regionální kanál vysílající ve Skotsku ve skotské gaelštině. Vysílá celkový rodinný program vč. pořadů pro děti. Byl spuštěn v roce 2008. |
| S4C logo 2014       | S4C            | S4C je regionální kanál pro Wales vysílající ve velštině. Byl spuštěn v roce 2014. |

### Rozhlasové
| BBC Radio 1                   | BBC Radio 1              | Kultovní rozhlasová stanice vysílající od roku 1967 pro mladé lidi od 15 do 30 let, vychovala spoustu v Británii známých dýdžejů. V roce 1993 stanice prošla velkou obměnou s novým zaměřením na mladé publikum, které vydrželo dodnes. V jejím playlistu se objevují především aktuální hity světových a britských hitparád. V letech 1987–1993 se jmenovala BBC Radio 1 FM. |
| BBC Radio 1Xtra               | BBC Radio 1Xtra          | Sesterská stanice Radia 1 je zaměřena na black music, RnB, hip hop a další. Vznikla roku 2002 a vysílá na DAB, každý víkend od 19 do 5 hodin její vysílání přebírá Radio 1. |
| BBC Radio 2                   | BBC Radio 2              | Vzniklo v roce 1967 tak jako Radio 1. Je zaměřena na největší světové hity minulých let, folk, country a v menší míře i na rock a soudobou hudbu, velká část posluchačů původního Radia 1 (do roku 1993) přešla právě k Radiu 2 a díky tomu je to nejposlouchanější stanice z portfolia BBC.                                                                                  |
| BBC Radio 3                   | BBC Radio 3              | Vzniklo v roce 1946 jako Third Programme a v 60. letech získalo současný název. Její zaměření je téměř identické s naší ČRo Vltava, tedy vážná hudba, jazz a world music. |
| BBC Radio 4                   | BBC Radio 4              | Začínalo ve 40. letech jako BBC Home Service a přejmenováno v 60. letech na BBC Radio 4. Radio 4 je domov rozhlasových her, diskuzí, zpráv a publicistiky. Jako jediná stanice nevysílá 24 hodin denně, používá hlasatele a vždy od 1 do 5 hodin ráno se na jejích frekvencích vysílá BBC World Service.                                                                      |
| BBC Radio 4 Extra             | BBC Radio 4 Extra        | Stanice vznikla v roce 2002 jako BBC Radio 7, je to jedna ze 5 digitálních stanicí BBC. Vysílá komedie, pořady pro děti, dramata a další. V roce 2007 se přejmenovala na BBC Radio 4 Extra. |
| Logo BBC Radio 5 Live         | BBC Radio 5 Live         | Stanice vznikla v roce 1990 jako BBC Radio 5. Vysílala hlavně sportovní přenosy a pořady pro děti. V roce 1994 se stanice přejmenovala na BBC Radio 5 live. Stanice vysílá zpravodajství 24 hodin denně a sportovní přenosy. Do jejího nočního vysílání se přepojují regionální stanice BBC. Stanice vysílá na AM frekvencích po Radiu 2 a v DAB.                             |
| BBC Radio 5 Live Sports Extra | BBC Radio 5 Sports Extra | Digitální sesterská stanice BBC Radia live. Vysílá sportovní přenosy např. z kriketu. Také pomáhá Radiu 5 live při větší míře přenosů, například při OH v Londyně 2012. Vysílá na DAB. |
| BBC Radio 6 Music             | BBC Radio 6 Music        | Vznikla v roce 2002 a vysílá indie rock, soul, jazz a vůbec alternativní hudbu. V roce 2010 byl plánován zánik stanice, který se kvůli nesouhlasu posluchačů nakonec nestal. |
| BBC Asian Network             | BBC Asian Network        | Stanice pro asijské publikum vysílající v DAB a na FM frekvencích v regionech s největším počtem asijské menšiny. Vznikla v roce 2002. |
| BBC Radio Scotland            | BBC Radio Scotland       | Regionální stanice pro Skotsko. |
| BBC Radio nan Gàidheal        | BBC Radio nan Gàidheal   | Stanice pro gaelsky mluvící publikum ve Skotsku. |
| BBC Radio Shetland            | BBC Radio Shetland       | Regionální opt-out pro Shetlandské ostrovy. |
| BBC Radio Orkney              | BBC Radio Orkney         | Regionální opt-out pro Orknejské ostrovy. |
| BBC Radio Wales               | BBC Radio Wales          | Regionální stanice pro Wales. |
| BBC Radio Cymru logo          | BBC Radio Cymru          | Stanice pro velšsky mluvící publikum ve Walesu. |
| BBC Radio Cymru 2 logo        | BBC Radio Cymru 2        | DAB opt-out pro BBC Radio Cymru. |
| BBC Radio Ulster              | BBC Radio Ulter          | Regionální stanice pro Severní Irsko. |
| BBC Radio Foyle               | BBC Radio Foyle          | Regionální opt-out pro severozápad Severního Irska. |

#### BBC Local Radio
BBC Provozuje více než 30 lokálních stanic po celém Spojeném království.

## Galerie

### Loga BBC

První logo obsahující 3 čtverce užívané v letech 1958–1963
Druhé logo obsahující 3 čtverce užívané v letech 1963–1971
Třetí logo obsahující 3 čtverce užívané v letech 1971–1988
Čtvrté logo obsahující 3 čtverce užívané v letech 1988–1997
Páté logo obsahující 3 čtverce užívané v letech 1997–2021
Šesté a současné logo BBC užívané od roku 2021

### BBC Television

Logo BBC One
Logo BBC Two
Logo BBC Three
Logo BBC Four
Logo BBC News
Logo BBC Japan
Logo BBC Entertainment

### BBC Radio

Logo BBC Radio 1
Logo BBC Radio 2
Logo BBC Radio 3
Logo BBC Radio 5 Live
Logo BBC Radio 5 Live Sports Extra
Logo BBC Radio 6 Music
Logo BBC World Service

### Ostatní

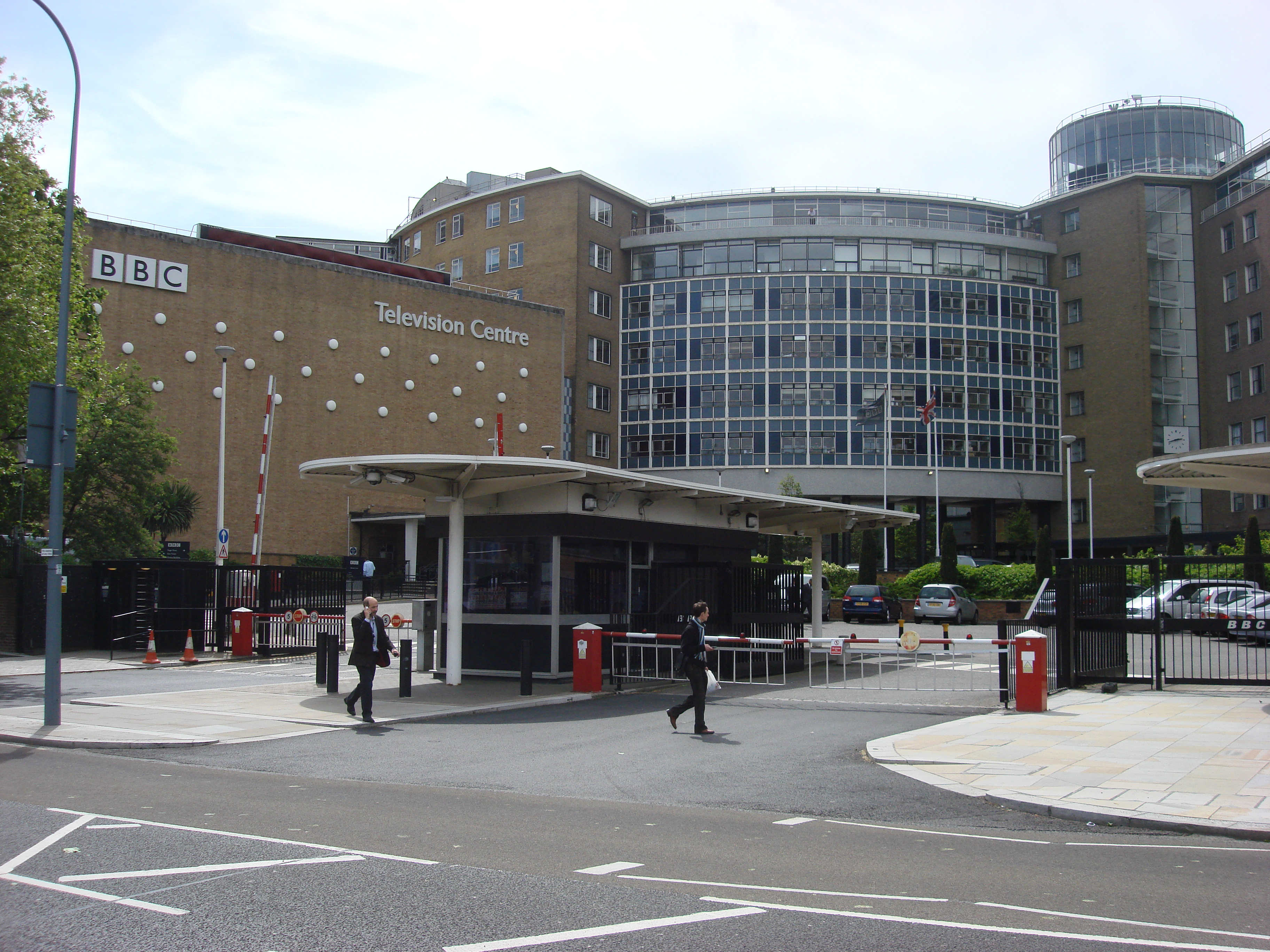
Televizní centrum BBC
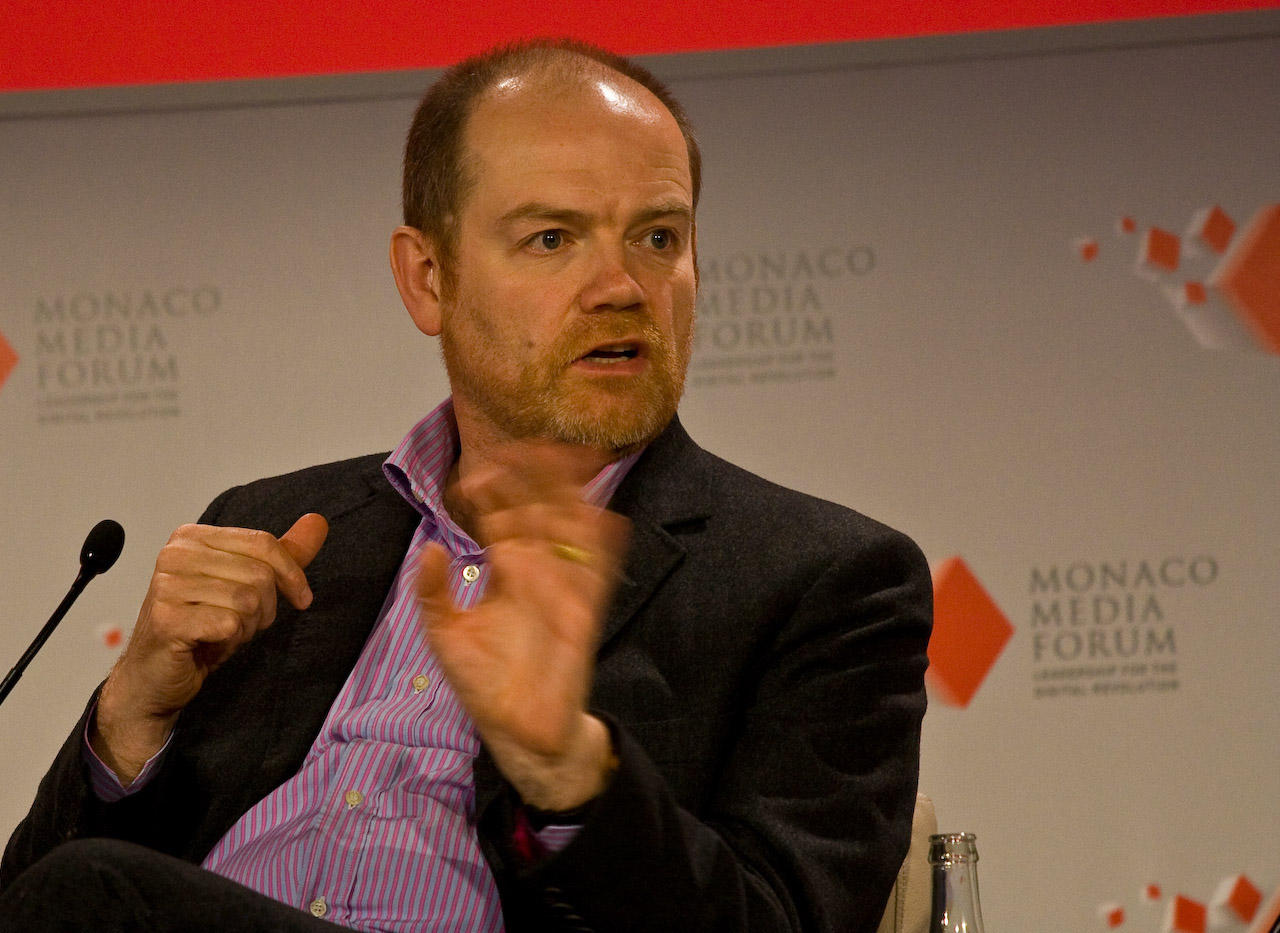
Ředitel BBC Mark Thompson